# El Cucho (Piura)
El Cucho es un caserío peruano ubicado en el distrito de Sullana, perteneciente a la provincia homónima del departamento de Piura, al norte del Perú. 

## Ubicación
El Cucho se ubica al oeste de la provincia de Sullana, en el distrito homónimo, en el departamento de Piura. Se ubica al margen derecho río Chira. 

## Demografía
En 2017 El Cucho tenía una población de 1417 habitantes.
| Gráfica de evolución demográfica de El Cucho entre 1993 y 2017 |
|                                                                |
| Fuentes: Población 1993 y 2017                                 |